# Kaltental
Kaltental är en köping (Markt) i Landkreis Ostallgäu i Regierungsbezirk Schwaben i förbundslandet Bayern i Tyskland. 
Kommunen bildades 1 april 1971 genom en sammanslagning av kommunerna Aufkirch, Blonhofen och Frankenhofen. Det finns ingen ort med namnet Kaltental
Köpingen ingår i kommunalförbundet Westendorf tillsammans med kommunerna Oberostendorf, Osterzell, Stöttwang och Westendorf.